# 陈星 (演员)
陈星（英語：Chan Sing，1936年—2019年9月4日），香港功夫電影資深動作演員。他是導演張徹的第二代弟子，代表作包括《獨臂刀王》、《新獨臂刀》、《十三太保》、《拳擊》、《武師與鏢客》等武俠片。

## 生平
1936年出生于英屬新加坡。四岁时，他和父母一起搬回了中国海南。他在海南省文昌市溪尾村接受教育。他在海口第一中学读高中。后来，他在16岁时成为老师，并在海南海口的11所小学任教，直到他进入大学（广东华南农业大学）为止，之后在1958年，在共产党卫队追捕的大学里，他逃到了英屬香港，并在60年代后期开始从事电影业。
他的第一次出现是在1969年在Dead End的Shaw Brothers Studio中。1972年，他离开了Shaw Brothers。 1972年，他在电影《血腥拳头》中获得了第一次突破。这部热门电影在制片厂和独立电影中带来了更多有前途的角色，通常扮演反派角色。
他是功夫电影的先驱之一。像演员裴英和陈鸿烈一样，从演艺生涯的开始，陈就因为反派角色而被视为“右派演员”。他具有异国情调的东南亚特色，他的胡须和力量使他与香港大型电影制片厂所青睐的面朝欧亚风格的演员不同。他被派遣为英勇的卧底特工，与顽强的骗子（1972年）或日本颠覆者仓田康明（1972年对老虎，猛龙或1973年的狂风）作斗争。
休息期间，就会到武馆去担任空手道教练指导学生。
到1990年代初，陈星选择退出香港电影业。1996年，他移居加拿大。
2019年9月4日，陈星在印度尼西亚雅加达去世，享年82岁。

## 外部連結
- 陈星在香港影庫上的簡介